# Clethra ovalifolia
Clethra ovalifolia är en tvåhjärtbladig växtart som beskrevs av Porphir Kiril Nicolai Stepanowitsch Turczaninow. Clethra ovalifolia ingår i släktet Clethra och familjen Clethraceae. Inga underarter finns listade i Catalogue of Life.